# Achillea macrophylla
Achilléa macrophýlla (лат.) — вид двудольных растений рода Тысячелистник (Achillea) семейства Астровые (Asteraceae). Впервые описан шведским систематиком Карлом Линнеем в 1753 году.
Синонимичное название — Ptarmica macrophylla (L.) DC..

## Распространение и среда обитания
Известен из Австрии, Франции, Германии, Италии, Сан-Марино, Швейцарии, Лихтенштейна, Монако, а также из стран бывшей Чехословакии.
Растёт во влажных лесах и ольховниках.

## Ботаническое описание
Многолетнее растение.

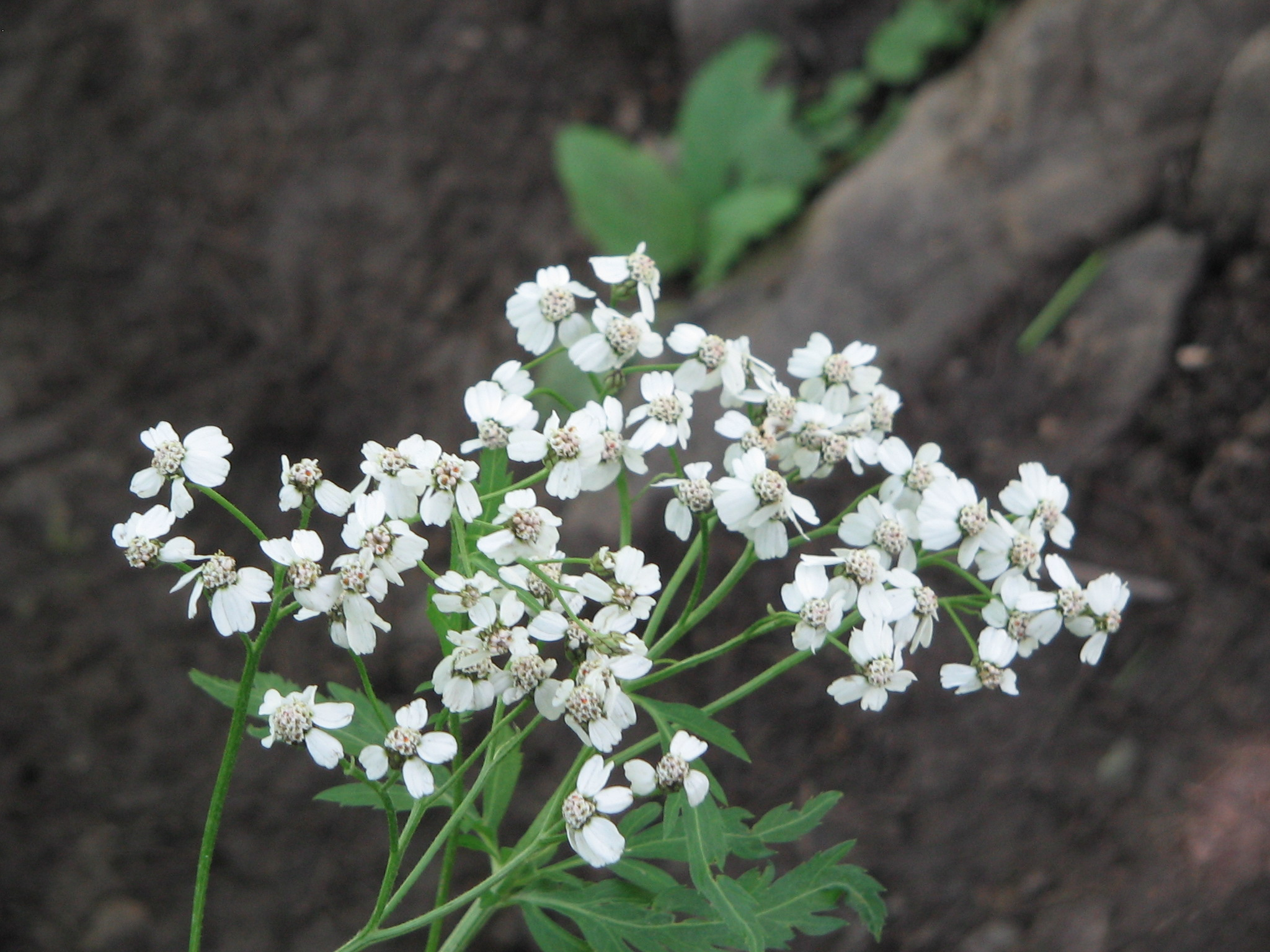
Соцветия

Стебель высотой 30—100 см, прямостоячий, опушённый.
Листья широкие, продолговато-ланцетные, мягкие, с зубчатыми краями.
Соцветие-корзинка диаметром 1—1,3 см. Цветки белые.
Цветёт с июля по сентябрь.
Число хромосом — 2n=18.
Отличительной особенностью является более крупные размеры листьев и цветков, нежели у других видов тысячелистника.